# The Nobodies
The Nobodies – trzeci i ostatni singel promujący czwarty studyjny album zespołu Marilyn Manson Holy Wood (In the Shadow of the Valley of Death). Został wydany 6 października 2000 roku. Tekst nawiązuje do strzelaniny w szkole Columbine i jej sprawców – nastoletnich Erica Harrisa i Dylana Klebolda.
Zremiksowana wersja utworu znalazła się na soundtracku do filmu "Z piekła rodem". Japońskie i brytyjskie wydania albumu Holy Wood (In the Shadow of the Valley of Death) zawierają akustyczną wersję The Nobodies jako jeden z dwóch bonusowych utworów.

## Lista utworów singla
1. "The Nobodies"
2. "The Nobodies" (na żywo)
3. "The Death Song" (na żywo w Kolorado z przedmową biblijną)
4. "The Nobodies" (wideo)

## Nawiązania do strzelaniny w Columbine
Tekst utworu nawiązuje do Erica Harrisa i Dylana Klebolda, sprawców strzelaniny w szkole Columbine, która miała miejsce 20 kwietnia 1999 roku. Muzyka Marilyna Mansona została przez media i polityków uznana między innymi za winną strzelaniny (pomimo faktu, iż nastolatkowie nie byli fanami twórczości wokalisty), co frontman zespołu mocno skrytykował. W wywiadzie Michaela Moore'a, do jego nagrodzonego Oscarem filmu dokumentalnego "Zabawy z bronią", Manson został zapytany, co chciałby powiedzieć uczniom szkoły, na co odpowiedział: "Nie powiedziałbym ani słowa. Wolałbym posłuchać tego co oni chcą powiedzieć, a tego nie zrobił nikt".

## Daty wydania
- Irlandia – 27 sierpnia 2001 r.
- Wielka Brytania – wrzesień 2001 r.
- Niemcy – 24 września 2001 r.